# 對位 (苯)

對二甲苯的结构

對位是苯衍生物的取代基团间关系的一种，表示苯环上的两个取代基团之间相隔两位，处于相对的位置。

## 例子
對二甲苯、對-氯硝基苯、對-硝基甲苯、對-溴酚